# Џони Неш
Џон Лестер Неш Млађи (енгл. John Lester Nash Jr.; Хјустон, 19. август 1940 — Хјустон, 6. октобар 2020) био је амерички реге певач. Најпознатији је по песми I Can See Clearly Now из 1972. године. Један је међу првима који није са Јамајке, а који је касније отишао тамо и снимао реге музику.

## Дискографија
Студијски албуми
- Hold Me Tight (1968)
- Let's Go Dancing (1969)
- I Can See Clearly Now (1972)
- My Merry-Go-Round (1973)
- Celebrate Life (1974)
- Here Again (1986)